# Melchor Barrio
Melchor Germán Barrio Mora (Barakaldo, 6 gennaio 1934 – 20 agosto 2015) è stato un calciatore spagnolo, di ruolo centrocampista.

## Biografia
Anche suo figlio Carlos Alberto Barrio Rodio è stato un calciatore professionista.

## Carriera
Giocò in Primera División con l'Atlético Bilbao e con il Real Valladolid.